# 太白紫堇
太白紫堇（学名：Corydalis taipaishanica）为罂粟科紫堇属下的一个种。

## 扩展阅读
- 維基物種上的相關：太白紫堇